# NGC 2533
NGC 2533 (другие обозначения — OCL 695, ESO 430-SC19, GSC 6567, C 0805-29, Cr 175, GC 1627, H VII 23, h 3113) — рассеянное звёздное скопление в созвездии Кормы. Открыто Джоном Гершелем в 1835 году.
Этот объект входит в число перечисленных в оригинальной редакции «Нового общего каталога».

## Описание
Объект был обнаружен 22 января 1835 года Джоном Гершелем.
Расстояние до скопления составляет 2750 пк, его возраст — 700 млн лет. Вблизи скопления наблюдается BN Кормы — классическая цефеида, однако она расположена существенно дальше, чем звёздное скопление, и не связана с ним.

## Наблюдения

### Данные наблюдения
По морфологической классификации галактик NGC 2533 относится к типу III1p. Видимая звёздная величина составляет 7,6 mag; видимый угловой размер — 6,0'.
Согласно классификации рассеянных звёздных скоплений Роберта Трюмплера, это скопление содержит менее 50 звёзд (буква р), концентрация которых умеренно мала (III) и величины которых распределены в небольшом интервале (число 1).

### Астрономические данные
Объект эпохи J2000.0. Прямое восхождение 08ч 07м 4,0с, склонение −29° 53′ 00″. Красное смещение z = 0,000117.